# Tuur Elzinga
Arthur (Tuur) Elzinga (Den Burg, 12 december 1969) is een Nederlandse vakbondsbestuurder en politicus. Van 12 juni 2007 tot 1 oktober 2016 was hij namens de Socialistische Partij (SP) lid van de Eerste Kamer der Staten-Generaal. Van 10 maart 2021 tot 7 maart 2025 was hij voorzitter van de FNV. Hij werd 11 maart 2025 opgevolgd door Henk de Jong als interim-voorzitter. 

## Biografie

### Studie en vroege loopbaan
Elzinga studeerde natuur- en sterrenkunde aan de Universiteit van Amsterdam. Na het behalen van de propedeuse stapte hij echter over op politicologie. Hij was actief bij woonlastenacties in het Amsterdamse stadsdeel De Pijp. Later was hij perscoördinator bij het referendumcomité tegen de Noord-Zuidlijn in Amsterdam en bestuurslid van stichting Alert. In 1998 trad hij als administratief medewerker in dienst van de SP-fractie in de Tweede Kamer. Een jaar later werd hij fractiemedewerker, gespecialiseerd in Sociale Zaken en Werkgelegenheid. Per 1 oktober 2003 volgde hij Hans van Heijningen op als coördinator van XminY, een organisatie die geld inzamelt voor "progressieve initiatieven op basisniveau die gericht zijn op radicale maatschappijverandering".
Hiernaast was Elzinga onder meer actief voor Vereniging ATTAC Nederland. Ook was hij betrokken bij het Comité Grondwet Nee. 

### Lid van de Eerste Kamer

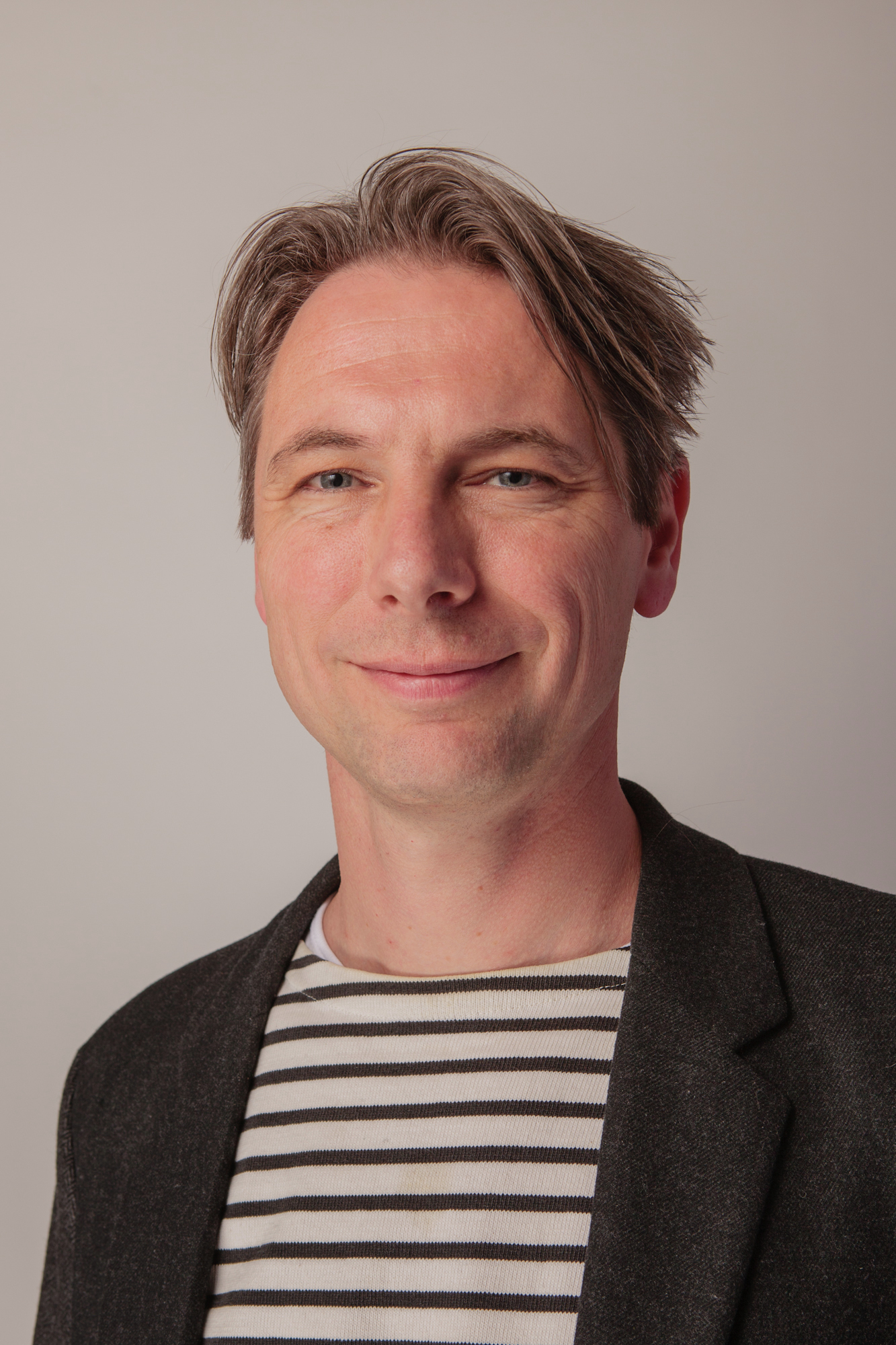
Elzinga in 2012

Bij de Eerste Kamerverkiezingen 2007 stond hij zesde op de kandidatenlijst voor de SP, voldoende om gekozen te worden. Eerder was hij al kandidaat bij de Tweede Kamerverkiezingen 2003, echter op een te lage plaats. Van 12 juni 2007 tot 1 oktober 2016 was Elzinga namens de Socialistische Partij lid van de Eerste Kamer. Hij hield zich bezig met wetgeving op het gebied van sociale zekerheid, pensioenen en bijstand en voerde het woord over buitenlandse en Europese zaken. Hij was tevens voorzitter van de vaste commissie voor Europese Zaken.

### Vakbond FNV
Elzinga begon bij de FNV in november 2002 als beleidsmedewerker voor het Secretariaat Uitkeringsgerechtigden en Ouderen. Na enkele jaren bij ontwikkelingsorganisatie Het Actiefonds (voorheen XminY) keerde hij in juni 2007 terug bij de FNV, nu als beleidsadviseur internationaal en Europees vakbondswerk bij FNV Mondiaal. Mondiaal is een FNV-organisatie die zich richt op de versterking van democratische, onafhankelijke en representatieve vakbonden in ontwikkelings- en transitielanden. Sinds mei 2017 was Tuur Elzinga lid van het Dagelijks Bestuur van de FNV met als belangrijkste portefeuilles AOW/Pensioen en Internationale Zaken. Vanaf januari 2018 was hij vicevoorzitter.
In juni 2019 was Elzinga een van de architecten van het pensioenakkoord dat tot stand kwam na ruim tien jaar moeizaam onderhandelen. Aan het akkoord gingen maanden van acties vooraf, inclusief twee landelijke stakingen van het openbaar vervoer. Kern van het akkoord zijn afspraken over een nieuw pensioenstelsel, waarin gepensioneerden eerder uitzicht krijgen op indexatie (compensatie voor gestegen prijzen). Ook stijgt de AOW-leeftijd minder snel. Voor mensen met zwaar werk kunnen er weer regelingen komen om eerder te stoppen met werken, doordat de fiscale boete op eerder stoppen deels is afgeschaft. Toezichthouder De Nederlandsche Bank verwacht dat met het nieuwe stelsel een eind komt aan het generatieconflict over de pensioenmiljarden.
Elzinga was sinds 10 maart 2021 voorzitter van de FNV. Hij werd gekozen na een ledenraadpleging, waarbij van de bijna 1 miljoen FNV leden er 120.425 hun stem uitbrachten. Tuur Elzinga kreeg 52,2% van de stemmen.

## Privéleven
Elzinga is woonachtig in Overveen, is getrouwd en heeft een dochter en zoon.